# Ciszteamin
| Ciszteamin |                                                                                   |
| Szerkezeti képlet                                                                                               |                                                                                   |
| Pálcikamodell                                                                                                   |                                                                                   |
| IUPAC-név | 2-aminoetán-1-tiol                                                                |
| Más nevek | β-merkaptoetilamin 2-merkaptoetilamin dekarboxicisztein tioetanolamin merkaptamin |
| Kémiai azonosítók                                                                                               |                                                                                   |
| CAS-szám | 60-23-1                                                                           |
| PubChem | 6058                                                                              |
| ChemSpider | 5834                                                                              |
| EINECS-szám | 200-463-0                                                                         |
| DrugBank | DB00847                                                                           |
| KEGG | D03634                                                                            |
| ChEBI | 17141                                                                             |
| ATC kód | A16AA04, S01XA21                                                                  |
| SMILES | SCCN                                                                              |
| InChI | 1/C2H7NS/c3-1-2-4/h4H,1-3H2                                                       |
| InChIKey | UFULAYFCSOUIOV-UHFFFAOYSA-N                                                       |
| Beilstein | 635649                                                                            |
| Gmelin | 25385                                                                             |
| UNII | 5UX2SD1KE2                                                                        |
| ChEMBL | 602                                                                               |
| Kémiai és fizikai tulajdonságok                                                                                 |                                                                                   |
| Kémiai képlet                                                                                                   | C2H7NS                                                                            |
| Moláris tömeg                                                                                                   | 77,15 g/mol                                                                       |
| Olvadáspont | 95–97 °C                                                                          |
| Veszélyek |                                                                                   |
| MSDS | External MSDS                                                                     |
| EU osztályozás                                                                                                  | 50pt                                                                              |
| S mondatok | S26 S36                                                                           |
| Ha másként nem jelöljük, az adatok az anyag standardállapotára (100 kPa) és 25 °C-os hőmérsékletre vonatkoznak. |                                                                                   |

A ciszteamin (INN: mercaptamine) igazolt nefropátiás cisztinózis elleni gyógyszer. Mind az EU-ban, mind az USA-ban engedélyezett.
A cisztinózis(en) a cisztin nevű aminosav kórosan magas szintje, mely egy idő után megtámadja a vese tubulusait. Ritka örökletes betegség, de a cisztin élelmiszer-kiegészítők általi túlzott fogyasztása is előidézheti. A nefropátia szó a vese megbetegedésére utal.
A ciszteamin csökkenti a cisztin szintjét a teljes szervezetben, elsősorban a felhalmozódási helyeken (fehérvérsejtek, izom- és májsejtek). A kezelés korai megkezdése esetén késlelteti a veseelégtelenség kialakulását.

## Mellékhatások, ellenjavallatok
Terhesség alatt – különösen az első harmadban – nem szabad ciszteamint szedni, mert állatokon teratogén hatású. Ugyancsak az állatkísérletek alapján ellenjavallt a szer szoptatás alatt.
A betegek mintegy 35%-ában fordul elő mellékhatás, többnyire az emésztő- és a központi idegrendszerben. Ezen felül gyakori (1–10%) a kóros májfunkció, a bőr szokatlan szaga, levertség, láz.
A túladagolás súlyosbodó levertséget okoz; ilyenkor a szív és érrendszer működését támogatni kell. Ellenszer nem ismert.

## Adagolás, alkalmazás
A cisztinózist mind klinikai tünetek alapján, mind a cisztinszint mérésével (>2 nmol hemicisztin/mg fehérje) diagnosztizálni kell, majd haladéktalanul meg kell kezdeni a kezelést. A betegek minden vizsgálatban jobban reagáltak a kezelésre, ha azt fiatal korban, jó veseműködés mellett kezdték el.
A kezelés célja az, hogy a fehérvérsejtek cisztinszintjeit az 1 nmol hemicisztin/mg fehérjeszint alatt tartsa. A kezelés alatt ezért a fehérvérsejtek cisztinszintjeit folyamatosan ellenőrizni kell; a kezelés elején havonta, később, amikor az adag már nem módosul, 3–4 havonta. A fehérvérsejt-szinteket a gyógyszer adagolása után 5–6 órával kell mérni.
12 éven aluli és 50 kg-nál kisebb súlyú gyermekek esetén a javasolt napi adag 1,30 g/m²/nap négy részletre osztva (a gyermek testfelületével kell számolni). 1,95 g/m²/nap fölé nem javasolt menni, mert a klinikai próbákon ez volt a legmagasabb adag, és a maximális adagot meghaladva Ehlers–Danlos-szindrómához hasonló tünetek megjelenését tapasztalták a könyökökön. Kisgyermekek esetén a por alakú szert az ételre kell szórni, nehogy a tüdőbe jusson. A ciszteamin savas folyadékban (pl. narancslé) nem oldódik fel teljesen.
Idősebbek/nagyobb súlyúak esetén a javasolt adag 2 g/nap, napi négy részletben adva.
A ciszteamint – az emésztőrendszeri panaszokat csökkentendő – célszerű étkezés közben vagy után bevenni.
A kezelést a javasolt adag 1/4–1/6-ával kell kezdeni, és azt 4–6 héten át fokozatosan emelni a mellékhatások csökkentése érdekében.
A szájon át adott ciszteaminról nem mutatták ki, hogy meggátolná a cisztin-kristályok lerakódását a szemben. Ezért abban az esetben, ha a fenti célból ciszteamin szemcseppet használnak, annak alkalmazását folytatni kell.

## Egyéb felhasználások
A ciszteamin természetes antioxidáns: semlegesíti az oxigénből keletkező szabad gyököket, megakadályozva a lipidperoxidáció folyamatát, ill. az általa elindított kaszkádreakciót, ezáltal a rák kialakulását.
1952–1980 között sokan vizsgálták a ciszteamin sugárzás elleni hatását mind katonai, mind orvosi (radiológiai) felhasználásra. A tapasztalat azt mutatta, hogy mérhető hatás 5 mg/tskg egyszeri adaggal alig volt észlelhető, 10–13 mg/tskg esetén viszont már jelentkeztek a mellékhatások (hányinger, hányás, vérnyomás-ingadozás, izzadás, rossz közérzet, izomgyengeség).
A paracetamol az egyik legbiztonságosabban adható láz- és fájdalomcsillapító, igen magas dózisban (rendszerint öngyilkossági kísérlet kapcsán) azonban súlyos, akár halálos máj- és vesekárosodást okozhat, ha a májban ill. a vesében a bevett paracetamolhoz képest kevés a glutation. A ciszteaminnal növelni lehet a glutation koncentrációját, és a tapasztalatok szerint ez valóban véd a máj- és vesekárosodás ellen.

## Fizikai/kémiai tulajdonságok
Fehér por. Vízben igen jól, metanolban, alkoholban, lúgos közegben jól, éterben rosszul oldódik. Levegőn cisztaminná(en) oxidálódik.
LD50-értéke egerekben szájon át 625, hashártyaüregbe adva 250 mg/tskg.

## Készítmények
A nemzetközi gyógyszer-kereskedelemben:
- Becaptan, Lambraten, Lambratene, MEA Cysteamine, MEA Mercaptan, Mecramine, Mercamin, Merkamin, Riacon.
- Bitartarát formában: Cystagon.

Magyarországon:
- Cystagon 150 mg keménykapszula
- Cystagon 50 mg keménykapszula